# Granotine
Granotine, auch Granetto, Granino, Granello, war eine kleine Masseneinheit (Gewichtsmaß) für Gold und Silber im südlichen Russland. Es war das Körnlein, oft das des Weizens.
- 1 Granotine = 1⁄24 Gran(o)